# Nagaokakyō (Kioto)
Nagaokakyō (長岡京市 Nagaokakyō-shi?) es una ciudad localizada en la prefectura de Kioto, Japón. En junio de 2019 tenía una población de 80.619 habitantes y una densidad de población de 4.205 personas por km². Su área total es de 19,17 km².

## Geografía

### Localidades circundantes
- Prefectura de Kioto
  - Kioto
  - Mukō
  - Ōyamazaki
- Prefectura de Osaka
  - Shimamoto

## Demografía
Según datos del censo japonés, la población de Nagaokakyō se ha mantenido estable en los últimos años.
| Año del censo | Población |
| ------------- | --------- |
| 1995          | 78.697    |
| 2000          | 77.846    |
| 2005          | 78.335    |
| 2010          | 79.844    |
| 2015          | 80.090    |